# 台灣本田

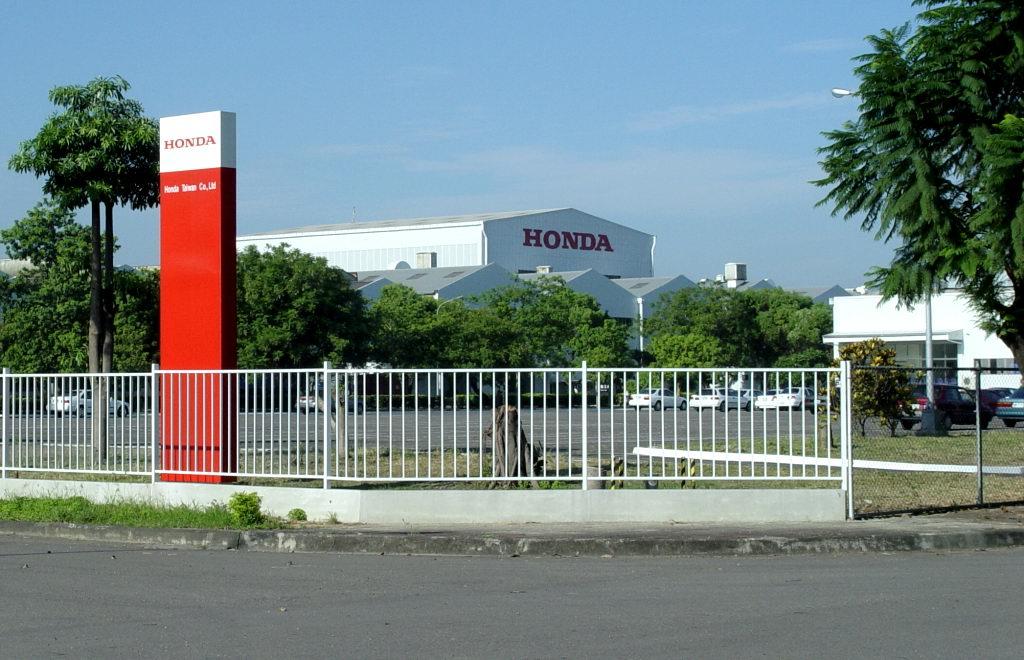
台灣本田汽車屏東工場

台灣本田股份有限公司（Honda Taiwan Co., Ltd.）設立於2002年2月，是日本本田技研工業百分之百持股的海外子公司。2002年中承購原大慶汽車位於屏東縣屏東市的廠房，經過整修後於2002年12月開始進行車輛的量產，並以HONDA品牌透過經銷體系在台灣銷售。2007年3月1日將生產部門分割設立「台灣本田汽車股份有限公司」（Honda Taiwan Motor Co., Ltd.）。

## 公司歷史
- 2002年2月8日 - 台灣本田股份有限公司 成立
- 2002年12月25日 - 台灣本田通商股份有限公司 成立
- 2003年1月21日 - 第二代 CR-V 上市發表
- 2003年2月12日 - 台灣本田保險代理人股份有限公司 成立
- 2003年3月22日 - Moving Showroom 全國巡迴車展活動起跑，第一場位於台中市舉辦
- 2003年8月12日 - ASIMO 首次來台記者會
- 2003年11月14日 - 第七代 Accord 上市發表
- 2005年3月16日 - Honda Channel 專屬頻道於全國各據點開播
- 2006年4月7日 - 第八代 Civic 上市發表
- 2006年11月17日 - 進口車型 Legend（日语：ホンダ・レジェンド） 上市發表
- 2007年1月26日 - 第三代 CR-V 上市發表
- 2007年3月1日 - 生產部門分離并設立 台灣本田汽車股份有限公司
- 2008年3月14日 - 台灣本田阿克薩斯股份有限公司 成立  (由日商株式會社HONDA ACCESS 百分百持股成立，非台灣本田子公司)
- 2008年4月11日 - 第八代 Accord 上市發表
- 2008年10月24日 - 第二代 Fit 上市發表
- 2010年12月25日 - 油電混合車 Insight 上市發表
- 2011年7月15日 - 台灣本田汽車（股）有限公司企業工會 正式招募會員
- 2011年8月6日 - 台灣本田汽車（股）有限公司企業工會 成立大會
- 2011年9月5日 - 台灣本田汽車（股）有限公司企業工會 之 工會登記證核發取得
- 2011年8月17日 - 台灣本田（股）有限公司企業工會 籌備會成立
- 2011年10月8日 - 台灣本田（股）有限公司企業工會 正式成立
- 2012年6月7日 - 第九代 Civic 上市發表
- 2012年10月18日 - 第四代 CR-V 上市發表
- 2013年7月5日 - 第九代 Accord 以日本進口身分上市
- 2014年6月27日 - 第六代 City 上市發表
- 2014年10月1日 - 第三代 Fit 上市發表
- 2015年2月11日 - 正式宣布在台展開二輪機車業務
- 2015年6月17日 - 日規第五代 Odyssey 上市發表，隔年本田喜美離開台灣市場
- 2016年6月16日 - 第二代 NSX 上市發表
- 2016年10月18日 - HR-V 上市發表
- 2017年7月1日 - 第五代CR-V上市發表
- 2018年10月16日-第五代CR-V推出2019年式，取消入門VTI等級，全面搭載Honda Sensing
- 2020年9月3日-CR-V小改款車型上市，VTI車型回歸
- 2021年 - FIT 改款發表  並推出油電車款
- 2022年 - HR-V 改款發表
- 2023年7月12日-台灣本田導入第十一代Honda Civic以139.9萬元的價格回歸台灣市場

## 台灣本田成立之前的本田在臺史
1947年，台灣三陽工業創辦人黃繼俊、張國安兩師生在台北創立慶豐行。
1952年，慶豐行引進本田生產的自行車輔助小引擎，是本田最早的海外客戶。後慶豐行陸續進口本田摩托車來台銷售，並自1962年由甫成立的三陽工業與本田建立技術合作關係，為本田海外第一家技術合作對象，是本田在海外的第一條生產線，也是台灣第一家摩托車製造廠，較著名者如1974年推出的三陽野狼125（台製 Honda CB125）。黃繼俊後將其同學暨合作夥伴柯光述引薦給本田。1964年柯光述在高雄正式設立光陽工業，與本田技術合作生產摩托車，但其款式與三陽不同。1975年三陽開發「史帝田鐵」合金汽缸，使用於三陽野狼的引擎，並將之回銷日本本田。
1969年起，三陽與本田合作，生產富貴（台製 Honda N600）轎車及發財（台製 Honda TN360）小卡車，是國內第一家同時生產摩托車與汽車之公司。1974年第一代喜美（Honda Civic）引進台灣。1977年，第一代三陽喜美轎車（台製第一代 Honda Civic）在台生產，往後二十年，Civic 歷經五次改款，始終暢銷。「喜美」一詞幾乎成為當時本田在台灣的代名詞，至今台灣仍有許多的人把本田（HONDA）的汽車都叫做喜美（CIVIC）。1990年，三陽工業在台生產的第四代雅哥（先前曾引進美規的第三代Accord，並命名為雅哥）。1995年，成立「三陽MIT車隊」以台製三門喜美改裝參與國外賽事。1996年在台生產Honda City轎車。1999年底，將原本（1997年起）由日本進口的 Honda CR-V 國產化。2001年，三陽工業生產第七代 Honda Civic 的 Ferio 車款，是雙方合作的最後一項商品。
早年，本田因擴充太快，一度財務吃緊，慶豐行甚至開出信用狀，幫助紓解其困境。因此，本田技研創辦人本田宗一郎與三陽工業創辦人黃繼俊，雙方交情匪淺。然而黃繼俊與本田宗一郎相繼於1979年與1991年過世以後，雙方繼承人就持股及公司經營方式意見分歧，1990年代末期，雙方矛盾與衝突日益嚴重，且本田不顧與三陽工業深厚的合作關係，準備自行籌備台灣本田和三陽打對台，以致遲遲不肯提供較有競爭力的產品供三陽生產，例如雙凸輪軸引擎便一直不提供給三陽生產，導致關係交惡。
1992年，光陽創立自有品牌KYMCO。
1995年，三陽創立自有品牌SYM。
1997年，光陽工業與本田技研結束33年的技術合作關係。本田仍持有光陽22.5%的股權，雙方將維持良好關係。
2000年，本田決定悉數出脫手中持有光陽股份，雙方合作就此正式畫上休止符。2002年，三陽與本田終止技術合約。
2002年1月10日，三陽工業、本田技研分別宣布終止雙方合作關係。本田技研於2002年2月28日成立台灣本田，至2003年春本田品牌的汽車才重新投入市場。
奇趣︰在臺灣人口中所稱之「發財車(小卡貨車)」、「野狼機車(打檔機車)」與「喜美(本田轎車)」，其實都與本田早年在臺灣與三陽工業合作產品有關。

## 歷任社長

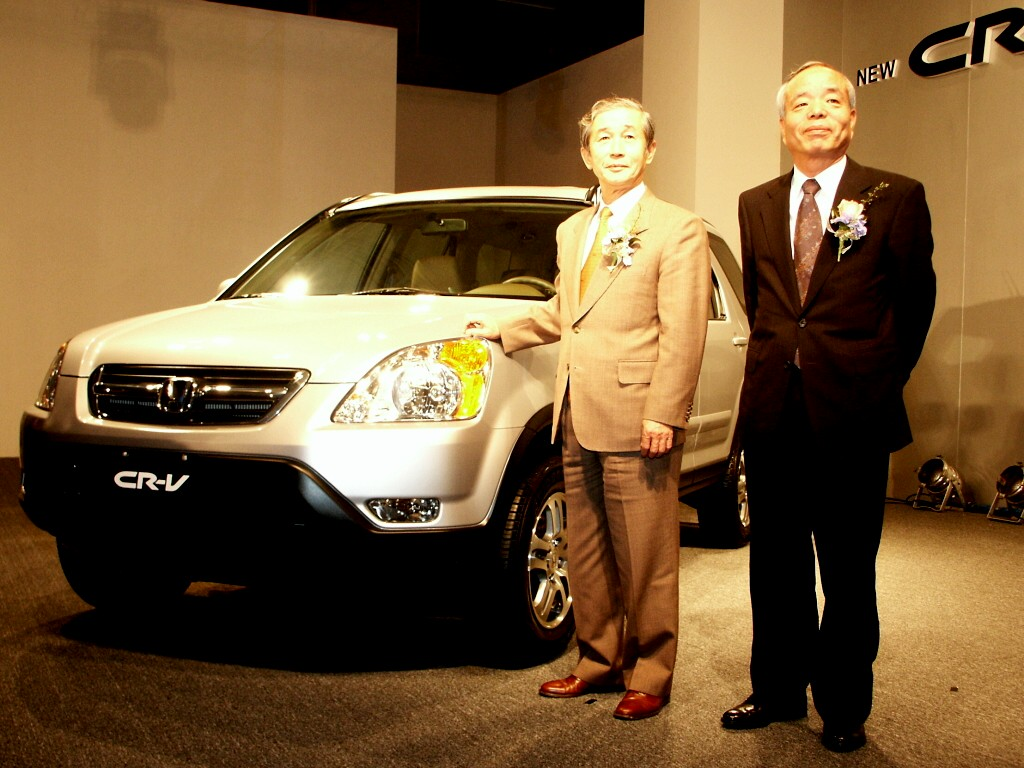
本田技研工業第五代社長吉野浩行(左)和台灣本田第一代社長藤崎照夫(右)，2003年1月12日攝於台灣台北

第一代社長 - 藤崎 照夫 (2002.6～2005.11)
第二代社長 - 三井 一司 (2005.12～2007.2)
第三代社長 - 鈴木 良幸 (2007.3～2011.04)
第四代社長 - 金山 裕則 (2011.05～2012.4)
第五任社長 - 牧野 朗 (2012.5~2015.3)
第六任社長 - 小林 久夫 (2015.4~2016.3)
第七任社長 - 伊藤 隆人 (2016.4~2020.6)
第八任社長 - 豊田 誠 (2020.6~2021.8)
第九任社長 - 山添 直樹（2021.9~2021.12）
第十任社長 - 高岡 篤史（2022.1~現在）

## 外部連結
- 台灣本田官方網站 （页面存档备份，存于）
- 台灣本田俱樂部
- Honda Motorcycle Taiwan的Facebook專頁
- Honda Taiwan 粉絲團的Facebook專頁